# Lubuk Tampui
Lubuk Tampui is een bestuurslaag in het regentschap Muara Enim van de provincie Zuid-Sumatra, Indonesië. Lubuk Tampui telt 1363 inwoners (volkstelling 2010).